# Генрі Пелем
Генрі Пелем (англ. Henry Pelham, 25 вересня 1694 — 6 березня 1754) — британський державний діяч, член партії вігів, 3-й прем'єр-міністр Великої Британії (обіймав посаду з 27 серпня 1743 року до своєї смерті).

## Біографія
Генрі Пелем народився у родині політика Томаса Пелема, члена палати громад, а надалі — палати лордів, 1-го барона Пелема. У 1717 році його було обрано до парламенту від міста Сіфорд у Сассексі. З 1724 року Пелем входив до складу уряду Роберта Волпола (партія вігів) до його відставки у 1742 році.
Завдяки коаліції партій Пелем у 1743 році був обраний прем'єр-міністром, першим лордом Скарбниці і канцлером скарбниці. Перший рік реальна влада належала державному секретарю Джону Картерету, надалі важливу роль у діяльності уряду Пелема відігравав його старший брат Томас Пелем-Холлс, 1-й герцог Ньюкасл. У період правління Пелема Велика Британія брала участь у кількох війнах, в тому числі у війні за австрійську спадщину й кількох конфліктах у колоніях. Важливою подією стала зміна календаря у 1752 році: Велика Британія прийняла григоріанський календар, початок року було перенесено з 25 березня на 1 січня.
Після смерті Пелема прем'єр-міністром став його брат Томас, також від вігів.